# Bustrophedon

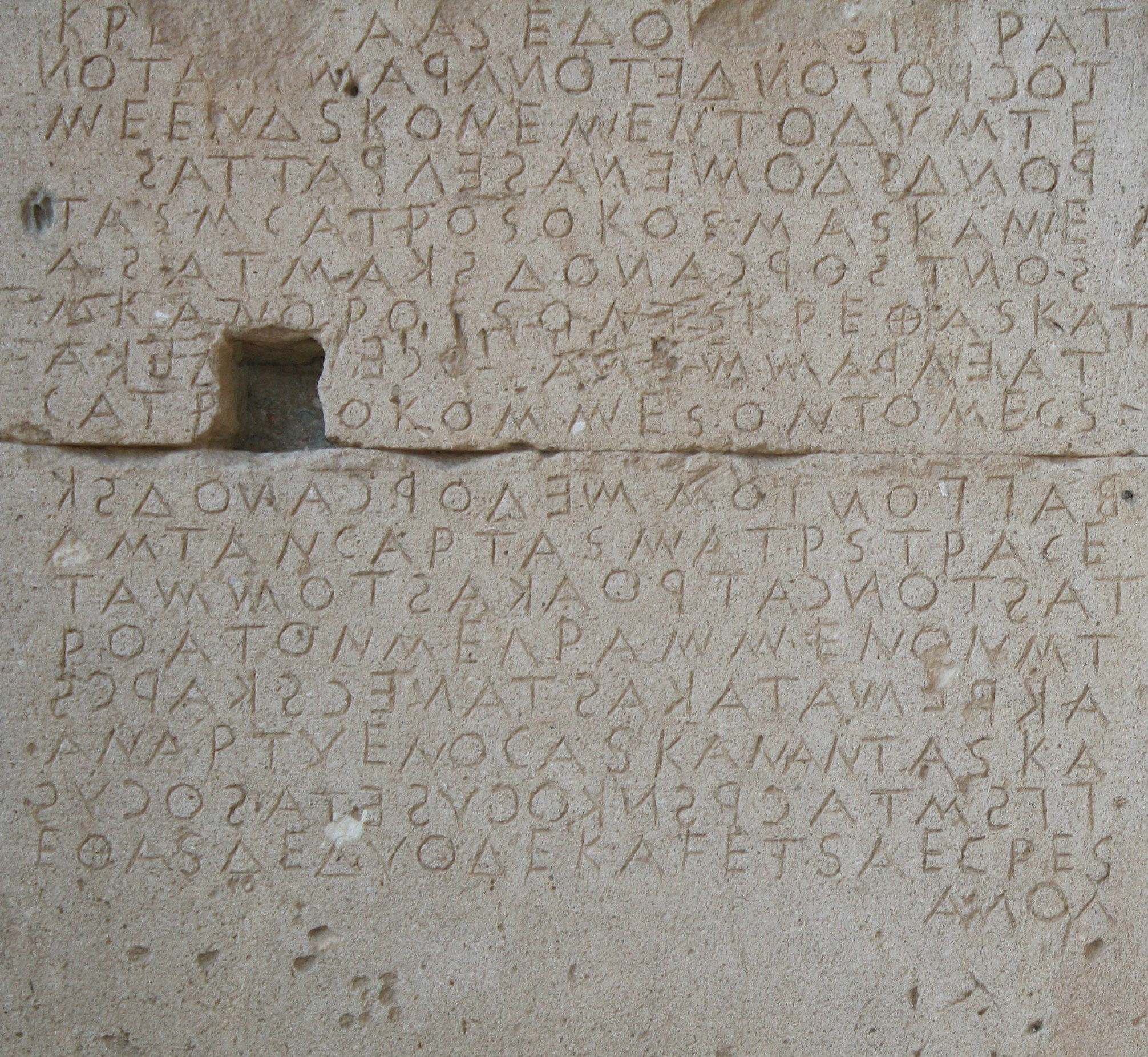
Bustrophedon auf Kreta

Bustrophedon (auch Boustrophedon) (von altgriechisch βοῦς bous „Ochse“ und στρέφειν strephein „wenden, drehen“) bezeichnet die Schreibweise mit zeilenweise abwechselnder Schreibrichtung, meist auf eine horizontale Schreibrichtung bezogen. Mit dem Wort wird diese Schreibweise verglichen mit dem Wenden eines Ochsengespanns beim Pflügen am Ende der Furche.
Das Substantiv Bustrophedon bezeichnet das Schriftmerkmal, manchmal auch einen so geschriebenen Text („das ist ein Bustrophedon“). Daneben gibt es das Adjektiv bustrophedon („ein bustrophedoner Text“), das meistens adverbial verwendet wird („ein bustrophedon geschriebener Text“) oder mit gleicher Bedeutung bustrophedisch.

## Beispiele bustrophedoner Schriften

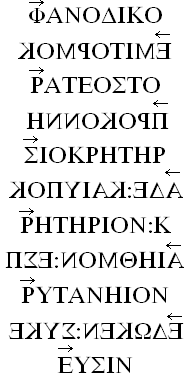
Griechischer Text in Bustrophedon

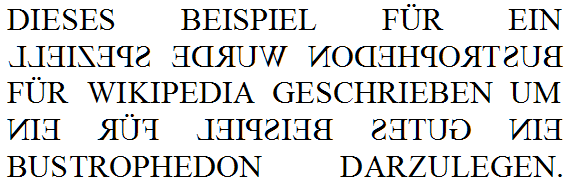
Beispiel für ein Bustrophedon

Hieroglyphen-luwische Inschriften aus der Zeit des hethitischen Großreichs im 2. Jahrtausend v. Chr. und der neo-hethitischen Staaten am Anfang des 1. Jahrtausends v. Chr. sind häufig bustrophedon geschrieben.
Neben alten griechischen Inschriften aus dem 6. Jahrhundert v. Chr. (davor war die übliche Schreibrichtung von rechts nach links, nach 500 v. Chr. durchgehend von links nach rechts) gibt es vereinzelt auch frühe etruskische, lateinische und runische Inschriften, die bustrophedon geschrieben sind.
Nicht nur die Schreibrichtung war im frühen epigraphischen Gebrauch flexibel, auch die Ausrichtung der einzelnen Buchstaben war noch nicht allgemeingültig festgelegt. Die „Bäuche“ der Buchstaben zeigten oft in Schreibrichtung, sodass eine Zeile von rechts nach links in Spiegelschrift erscheint.
Die in Griechisch verfasste „Große Inschrift“ (Stadtrecht von Gortys) – eines der ältesten europäischen Gesetze – ist bustrophedisch in die Wand des Odeion in der antiken Stadt Gortys auf Kreta gemeißelt.
Im archäologischen Museum von Korfu befindet sich eine Grabstele mit vertikaler Bustrophedon-Inschrift, die sogenannte Arniadas-Grabstele.
Ein bekanntes Beispiel ist das SATOR-AREPO-Quadrat, auch ROTAS-OPERA-Quadrat genannt. Es ist in die Wand der Palästra von Pompeji geritzt und wurde 1936 ausgegraben. Der Text aus dem 1. Jahrhundert, furchenwendig gelesen, lautet „SATOR-OPERA-TENET-AREPO-ROTAS“.
Die Bilderschrift Rongorongo der frühen Osterinsel-Bewohner ist auf geschnitzten Toromiro-Holztafeln erhalten (25 Beispiele sind erhalten). Sie wird als Bustrophedon gelesen, wobei nach jeder gelesenen Zeile das Lesebrett umgedreht wird. Lesebeginn ist links unten; nach dem Umdrehen wird die zweite Zeile von oben ebenfalls von links nach rechts gelesen, danach das Brett wieder umgedreht. Die Glyphen stehen also im Vergleich zur vorhergehenden Zeile auf dem Kopf.
Das Schreiben in Schlangenlinien hat zur Folge, dass beim Lesen der Zeilensprung entfällt. Im 19. Jahrhundert hat William Moon seine Blindenschrift deshalb als bustrophedone Schrift entwickelt (siehe Moonalphabet).